# Социальный страх
Социальный страх — страх участия в социальных ситуациях. В основе данного явления лежит страх перед негативной оценкой общества. Социальные страхи являются продуктом противоречивых требований современного социокультурного дискурса. Социальный идеал современного человека требует от него преодолевать негативное оценивание, отказы, социально-негативные импульсы. Однако в то же время, «современный человек» должен быть «усредненным» гражданином, послушным, не привлекающим особого внимания к себе. Более того, с учетом созданных условий (в том числе технологических), коммуникативная активность обесценена, заменена совершенным техническим оснащением и сервисными службами.
Таким образом, у современного человека создается диссонанс между тем, что ему необходимо вступать в социальное общение, удовлетворять значимые потребности и одновременно с этим противостоять социальным падениям, унижениям.

## История
Понятие «социальный страх» в разное время использовали такие ученые, как Ю. В. Щербатых, С. Ю. Мамонтов.

## Виды
По мнению С. Ю. Мамонтова, социальные страхи основываются на неуверенности личности в собственных возможностях и способностях, они всегда подразумевают боязнь того, что окружающие могут изгнать, осудить, оскорбить. Автор выделяет следующие виды социальных страхов:
1. Страх отвержения (страх получить отказ, быть непризнанным, недооцененным, презираемым, страх осуждения, боязнь равнодушия).
2. Боязнь потери (оказаться брошенным своим партнером, страх развода, боязнь потерять работу, обеднеть, лишиться красоты).
3. Страх принять самостоятельное решение (взять на себя ответственность, нежелание рисковать, выбрать партнера).
4. Страх публично проявлять свои чувства, а также высказываться, обозначать свои потребности, предъявлять требования, сказать «нет», раскритиковать кого-то, страх конфликтов.
5. Страх перед авторитетными личностями.

### Самые распространенные социальные страхи
Наиболее актуальными страхами являются:
1. Страх за здоровье своих близких
2. Страх возможной войны
3. Страх перед преступностью
4. Страх бедности
5. Страх возможных неблагоприятных изменений в личной жизни
6. Страх перед начальством
7. Страх перед кладбищем
8. Страх перед болезнями
9. Страх перед публичными выступлениями.
10. Страх ответственности. Страх ответственности практически не имеет биологических корней и обуславливается исключительно социальными механизмами[6]. Данный страх заключается в том, что когда человек принимает какое-то решение, он берет на себя ответственность за все последствия. И, соответственно, если что-то идет не так, ему грозит осуждение, наказание со стороны социума. Но что ещё хуже, человек начинает сам себя винить, что может отравить его жизнь на долгое время. Именно поэтому, люди предпочитают не брать на себя ответственность за решения, и перекладывать это на других. Страх ответственности влияет на обмен веществ человека и его физиологические функции. Также телесные изменения могут проявляются как в виде увеличения активности: человек становится беспокойным, суетливым, так и в уменьшении активности: гиподинамии, заторможенности.
11. Страх перед экзаменами. Общественная жизнь человека постоянно ставит его в ситуации «экзаменов»- тех или иных испытаний, где ему приходится доказывать свою социальную состоятельность, материальное благополучие, физическое самочувствие или уровень интеллекта[7]. К типичным проявлениям страха перед экзаменом мы относим: тревожные мысли, снижение аппетита, учащенный пульс и дрожь в конечностях.

## Социальные страхи российского общества
В основной круг озабоченности россиян входят рост цен на товары и услуги, алкоголизм и наркомания, кризис ЖКХ, рост жилищно-коммунальных платежей. И в целом низкий уровень жизни значительной части населения. Также был заметен рост тревожности по поводу круга вопросов внешнеполитической направленности, повлекших за собой рост обеспокоенности людей за личную безопасность. Экономический кризис многократно увеличивает число различных рисков, страхов и тревог. Проблема беззащитности населения перед уголовным миром стала одной из самых острых, уступая лишь проблемам озабоченности низкой заработной платой и ее невыплатой.
Таким образом, чувство страха создается и обостряется в ожидании новых социальных взрывов, экономической политической нестабильности, недовольством политикой властей, не дающей россиянам реальных социальных гарантий.

## Примеры
В качестве примера проявления социальных страхов, рассмотрим исследование «Советский человек» относительно «социальных эмоций».
- Позиция «болезнь близких, детей» как источник страха занимает первое место в списке: только 2-3 % (возможно одинокие) опрошенных утверждают, что не испытывают такого страха, но более половины (56 % в 1994 г. и 63 % в 1999 г.) утверждают, что испытывают его постоянно[9].
- «Страх мировой войны» был порожден во времена «железного занавеса» и стал распространенным за счет пропаганды и отсутствия объективной информации о состоянии международных отношений. Однако, по мере ослабления данных факторов, частота упоминания страха войны также уменьшается, и снижается сначала со второго места до пятого, а потом и до шестого[10].
- «Страх стихийных бедствий» занял одной из первенствующих мест после чернобыльской катастрофы, которая оказалась в центре внимания в период гласности. Но экологические движения не получили должного распространения, а на фоне экономических потрясений и вовсе внимание к проблеме пошло на спад[10].
- Страх перед массовыми репрессиями- это фактически неверие в прочность перемен в политической системе и ожидание возвращения сталинизма или формирования подобного режима. Его испытывали 63 % в 1994 г. и 54 % в 1999 г. В опросе 1989 г. Данный страх находился во втором десятке самых наибольших страхов[10].
- Страх перед безработицей и бедностью в 1995 г. испытывали 78 % респондентов, в 1999 г.- 85 %. Массовые опасения потери рабочего места, а вместе с ним и социального статуса, уровня благосостояния- вполне рациональны в сложившихся социально-экономических условиях[10].

## Социальные страхи vs. Социофобии
Может показаться, что социальные страхи и социофобии являются синонимами. Однако, важно понимать, что между ними есть существенная разница.
1. Социофобия, в отличие от социального страха,- это широко распространенное тревожное расстройство, нарушающее трудоспособность больных[11]. В то время как социальный страх не является болезнью. Например, страх перед безработицей не может быть вылечен. Так как данный страх является рациональной реакций на возможность остаться без благосостояния.
2. Во вторых, социофобия- иррациональная реакция (потому что угроза является мнимой), а социальный страх- рациональная реакция на угрозу.
3. В третьих, социальные страхи, как правило, обусловлены какими-либо социальными или экономическими условиями, при которых у людей появляется страх за свое будущее (или настоящее), а у социофобии страх не оправдан.